# Unison Square Garden
Unison Square Garden (estilizado como UNISON SQUARE GARDEN, ou USG) é uma banda de rock japonesa contratada pela Toy's Factory. A banda inclui Kosuke Saito (vocal/guitarra), Tomoya Tabuchi (baixo/backing vocals) e Takao Suzuki (bateria/backing vocals).

## Carreira
Em julho de 2004, a banda foi formada e nomeada como "Unison" (ユニゾン) e mais tarde renomeada para "Unison Square Garden". Eles participaram do concurso Teens 'Music Festival Musical Instrument Store Competition, e finalmente ganharam o Grand Prix. Em 2008, eles fizeram uma grande estreia na Toy's Factory. O primeiro single é "Sentimental Period". Em 2009, eles lançaram seu primeiro álbum completo, Unison Square Garden, e saíram em turnê. Em fevereiro de 2014, eles fizeram sua primeira apresentação no Music Station. Em julho de 2015, eles lançaram o álbum de aniversário Duguut Accident e realizaram um Unison Square Garden Live Special "fun time 724" no Nippon Budokan. Em julho de 2019, eles lançaram um álbum de comemoração do 15º aniversário, Bee-Side Sea-Side: B-side Collection Album. e, realizou o concerto『Program 15th』na Ilha Esportiva de Maishima. A banda comemorou seu 20º aniversário em julho de 2024. Em 24 de julho de 2024, o Unison Square Garden 20th Anniversary LIVE "Rock Band is fun" foi realizado no Nippon Budokan. No mesmo dia, eles lançaram Sub Machine, Best Machine, o álbum chegou à 4ª posição no Oricon Albums Chart.

## Discografia

### Álbuns de estúdio
| Data de lançamento     | Título               | Posição no ranking |
| Data de lançamento     | Título               | Oricon             |
| ---------------------- | -------------------- | ------------------ |
| 15 de abril de 2009    | Unison Square Garden | 20                 |
| 7 de abril de 2010     | Jet Co.              | 24                 |
| 6 de julho de 2011     | Populus Populus      | 18                 |
| 6 de fevereiro de 2013 | Cider Road           | 9                  |
| 27 de agosto de 2014   | Catcher in the Spy   | 5                  |
| 6 de julho de 2016     | Dr. Izzy             | 3                  |
| 24 de janeiro de 2018  | Mode Mood Mode       | 2                  |
| 30 de setembro de 2020 | Patrick Vegee        | 2                  |
| 12 de abril de 2023    | Ninth Peel           | 1                  |

### Mini álbuns
| Data de lançamento    | Data de relançamento | Título                         | Posição no ranking |
| Data de lançamento    | Data de relançamento | Título                         | Oricon             |
| --------------------- | -------------------- | ------------------------------ | ------------------ |
| 16 de janeiro de 2008 | 3 de julho de 2019   | Shin Sekai Note (新世界ノート) | 25                 |
| 16 de janeiro de 2008 | 3 de julho de 2019   | Ryusei Zenya (流星前夜)        | 24                 |

### Álbuns de aniversário
| Data de lançamento  | Título                                     | Posição no ranking |
| Data de lançamento  | Título                                     | Oricon             |
| ------------------- | ------------------------------------------ | ------------------ |
| 22 de julho de 2015 | Dugout Accident                            | 2                  |
| 3 de julho de 2019  | Bee Side Sea Side: B-side Collection Album | 5                  |
| 24 de julho de 2024 | Sub Machine, Best Machine                  | 4                  |

### Álbuns de compilação
| Data de lançamento    | Título                                                |
| --------------------- | ----------------------------------------------------- |
| 11 de outubro de 2019 | Unison Square Garden The 1st Collection for Streaming |